# Halodesulfovibrio
Halodesulfovibrio — рід бактерій родини Desulfovibrionaceae. Це вібріоподібні морські бактерії, які є облігатними анаеробами, мезофільними і витримують соленість до 6 %.
На морському дні було виявлено симбіотичний зв'язок з археєю Prometheoarchaeum.

## Види
- Halodesulfovibrio aestuarii (Postgate and Campbell 1966) Shivani et al. 2017
- Halodesulfovibrio marinisediminis (Takii et al. 2008) Shivani et al. 2017
- Halodesulfovibrio oceani (Finster and Kjeldsen 2012) Shivani et al. 2017
- Halodesulfovibrio spirochaetisodalis Shivani et al. 2017